# Джерри Корнелиус
Дже́рри Корне́лиус (Джереми́я Корне́лиус) — персонаж книг Майкла Муркока, одна из инкарнаций Вечного Воителя.

## Имя
Имя Джерри Корнелиуса, как и многих других персонажей Муркока, начинается с инициалов «J. C.» По одной трактовке, это намёк на Иисуса Христа (Jesus Christ), который в романе «Се — Человек» (1969) тоже объявляется инкарнацией Вечного Воителя; по другим трактовкам, эти инициалы связаны либо с юношеским псевдонимом Муркока — Джеймс Колвин, либо с именем его соавтора — Джима Которна

## Основные черты персонажа
Первоначально Джеремия Корнелиус был задуман как пародия на другого персонажа — Элрика из Мелнибонэ: тёмные волосы (в первом романе) вместо белокурых, шутовство вместо меланхоличного образа жизни — всё это создаёт образ «анти-Элрика» (подобно тому, как сам Элрик являлся отчасти пародией на другого известного героя фэнтези — Конана-варвара). Но в более поздних романах цикла образ Джерри усложняется: теперь он не просто шутовствует, но своим шутовством изменяет окружающий мир.

## Хронология жизни персонажа

### «Финальная программа», 1967 г.
В этом романе Джерри Корнелиус берёт приступом своё родовое поместье, захваченное его братом Фрэнком с помощью фашистских солдат. Фрэнк удерживает в поместье их пленную сестру, Кэтрин Корнелиус, и драгоценный микрофильм, за которым охотятся союзники его брата — представители олигархии. В итоге погибает Кэтрин, а Фрэнку удаётся сбежать. Джерри преследует его, в конце концов настигает и убивает. Затем он вместе со своей возлюбленной мисс Бруннер принимает участие в эксперименте по созданию сверхчеловека, и сливается вместе с ней в одно двуполое существо, которое подчиняет себе весь мир.
Роман представляет собой прямую пародию на ранние рассказы об Элрике: взятие родового поместья напоминает штурм Элриком Грезящего города, поиски завещания некоего астронавта — поиски Элриком Книги Мёртвых богов, а финальное превращение в сверхчеловеческую сущность — слияние души Элрика с сущностью его Меча.
«Финальная программа» — единственное на данный момент экранизированное произведение Муркока (1975, Режиссёр Роберт Фьюст, автор сценария он же, в главной роли Джон Финч; в американском прокате — «The Last Days of Man on Earth», 1973; продолжительность — 81 минута, в американской полной версии — 89 минут.

### «Лекарство от рака», 1971 г.
В этом романе события происходят в реальности, альтернативной первому роману (о чём свидетельствуют изменения во внешности Джерри Корнелиуса: в первом романе он — брюнет, во втором — блондин). Здесь Джерри ищет своего брата Фрэнка (учёного), чтобы тот помог ему оживить давно умершую Кэтрин. Фрэнк исполняет просьбу Джерри, после чего умирает сам; а вскоре после этого и Кэтрин умирает вновь от рака.

### Поздние произведения
В более поздних произведениях цикла, начиная с романа «Английский убийца» (1972 г.) и вплоть до последней повести «Поджог собора» (2002 г.), обычно отсутствует связный сюжет — они написаны в духе сюрреализма и театра абсурда. Хаотичность происходящего в «Хрониках Корнелиуса», по мысли Муркока, должна передавать абсурдность и алогичность самой нашей жизни, а шутовские выходки главного героя — ярче раскрывать эту алогичность.

## Связь произведений внутри и вне цикла
Появления Джерри Корнелиуса в различных романах цикла не связаны между собой; более того, они зачастую друг другу противоречат (став гермафродитом в финале первого романа, он снова появляется во втором, как мужчина; а умерев во втором, как ни в чём ни бывало появляется в третьем). Это можно объяснить тем, что действия разных романов происходят в нескольких альтернативных реальностях, или просто постмодернистской игрой разума, не требующей проверки логикой. 
Кроме того, Джерри Корнелиус — единственный персонаж Муркока (не считая Элрика), романы и повести о котором продолжают выходить по сей день, т.к. в цикле о нём не предусмотрен какой бы то ни было финал.

## Персонажи «Хроник Корнелиуса»
- Фрэнк Корнелиус — брат и постоянный враг Джерри

- Кэтрин Корнелиус — сестра и возлюбленная Джерри, его постоянная спутница

- миссис Уна Перссон